# Roth (Zusam)
Die Roth ist ein etwa 13 km langer, rechter und östlicher Zufluss der Zusam in Bayern.

## Verlauf
Der Fluss entspringt im Naturpark Augsburg-Westliche Wälder nahe Agawang als Obere Roth und fließt zunächst rund 3,5 km nordwärts und wechselt östlich von Horgau die Richtung nach Westen. Unterhalb von Bieselbach fließt sie kurz vor Zusmarshausen durch den Rothsee, knickt dann nach Nordwesten ab und mündet nach weiteren 2 km in die Zusam, einen Nebenfluss der Donau.
Orte an der Roth sind Agawang, Horgau und Zusmarshausen.